# Abd Manaf ibn Qusai

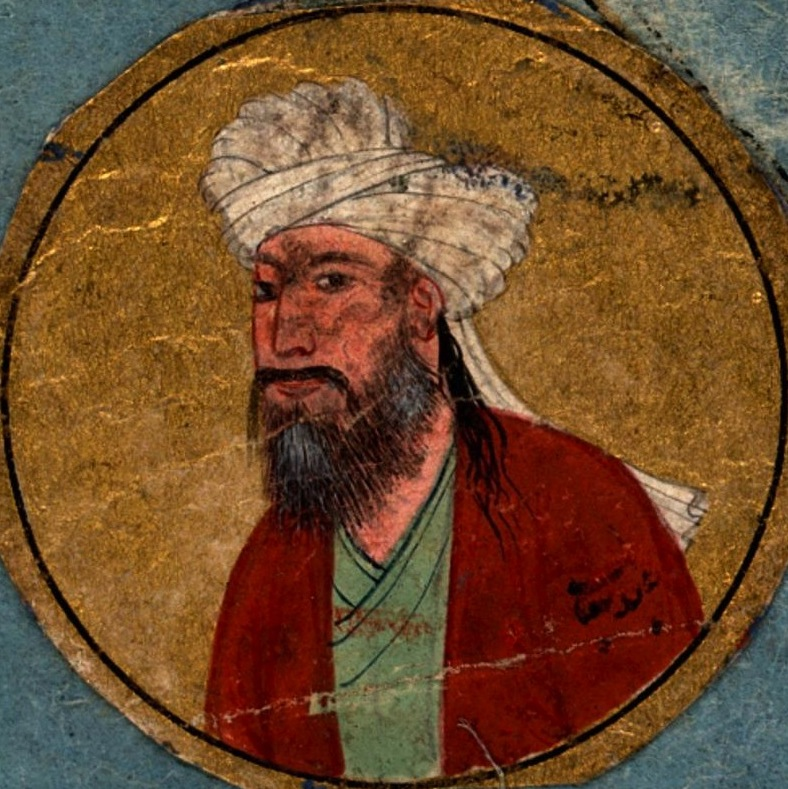
Abd Manaf ibn Qusai

Abd Manaf ibn Qusai (Arabisch:  عبد مناف بن قصي ) was de grootvader van onder andere Abd al-Moettalib, de grootvader van de islamitische profeet Mohammed, Hamza ibn Abd al-Muttalib en Ali. Zijn vader was Qusai ibn Kilab en zijn moeder Hubba bint Hulail.
Abd Manaf zou rond het jaar 439 geboren zijn in de Qoeraisj-stam en was waarschijnlijk getrouwd met een vrouw genaamd Atikah. Van haar zou hij zes zonen hebben: Abd Shams ibn Abd Manaf, Nawfal, Hashim ibn Abd Manaf (naar wie de Banoe Hashim-clan was vernoemd), Moettalib ibn Abd Manaf, Hala en Barra. Moettalib was jonger dan Hashim en werd zijn opvolger.
Het geslachtsregister van Oethman ibn Affan komt bij Mohammed bij Abd Manaf ibn Qusai bijeen.
Het graf van Abd Manaf zou bij de Jannatul Mualla begraafplaats te Mekka, in Saudi-Arabië liggen.